# NGC 5425
NGC 5425 ist eine Spiralgalaxie mit ausgedehnten Sternentstehungsgebieten vom Hubble-Typ Scd im Sternbild Großer Bär am Nordsternhimmel. Sie ist schätzungsweise 98 Millionen Lichtjahre von der Milchstraße entfernt und hat einen Durchmesser von etwa 55.000 Lichtjahren. 

Im gleichen Himmelsareal befindet sich u. a. die Galaxie NGC 5448.
Die Typ-IIP-Supernova SN 2011ck wurde hier beobachtet.
Das Objekt wurde am 16. Juni 1884 von Lewis A. Swift entdeckt.